# سوزان مبارك
سوزان مبارك أو سوزان صالح ثابت (28 فبراير 1941 -)، هي زوجة حسني مبارك الرئيس السابق لـجمهورية مصر العربية ووالدة كل من علاء مبارك وجمال مبارك.

## حياتها

الرئيسان رونالد ريغان ومحمد حسني مبارك، والسيدتان مبارك وريغان.

ولدت سوزان لطبيب مصري د. صالح ثابت وممرضة بريطانية من ويلز ليلي ماي بالمز بمدينة مطاي بمحافظة المنيا بمصر في 28 فبراير 1941 حيث كان والدها يدرس ببريطانيا الطب في جامعة كارديف وهناك تعرف على زوجته البريطانية (وتحديداً من مقاطعة ويلز). شقيق سوزان الأكبر هو منير ثابت الذي شغل منصب رئيس اللجنة الأولمبية المصرية لفترة. حصلت سوزان على الثانوية الأمريكية من مدرسة سانت كلير بمصر الجديدة، وفي العام 1977 حصلت على شهادة البكالوريوس من الجامعة الأمريكية بالقاهرة، وعندما تم تعيين حسني مبارك نائباً للرئيس في عام 1977 حازت على الماجستير في علم الاجتماع من نفس الجامعة.

## اتهامات وجهت إليها
بعد ثورة 25 يناير 2011، قرر جهاز الكسب غير المشروع حبس سوزان مبارك لمدة 15 يوما على ذمة التحقيقات التي تجرى معها بمعرفة الجهاز، لاتهامها بتحقيق ثراء غير مشروع مستغلة في ذلك الصفة الوظيفية لحسنى مبارك كرئيس سابق للبلاد. وتم الإفراج عنها لاحقا.

## أعمالها
تفرغت للعمل الاجتماعي في مجال حقوق المرأة والطفل ومجال القراءة ومحو الأمية. وترأست المركز القومي للطفولة والأمومة، كما ترأست اللجنة القومية للمرأة المصرية، وتولت منصب رئيس المؤتمر القومي للمرأة، وتعد المؤسس والرئيس لجمعية الرعاية المتكاملة التي تأسست عام 1977 بهدف تقديم خدمات متنوعة ومختلفة في المجالات الاجتماعية والثقافية والصحية لأطفال المدارس. كما ترأست جمعية الهلال الأحمر المصري.
دشنت مشروع مكتبة الأسرة من خلال مهرجان القراءة للجميع عام 1993، وهو مشروع بالتعاون مع الهيئة المصرية للكتاب بهدف طبع الكتب من جميع فروع العلم والأدب بأسعار زهيدة تبدأ من جنيه مصري واحد. يبدأ مهرجان القراءة للجميع في فصل الصيف من كل عام، وقد حقق المشروع نجاحاً.

## معرض الصور

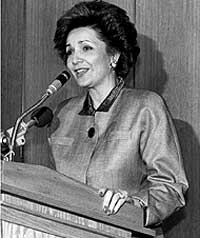
سوزان مبارك في صورة من العام 1989
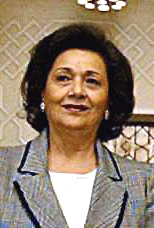
سوزان مبارك في العام 2003
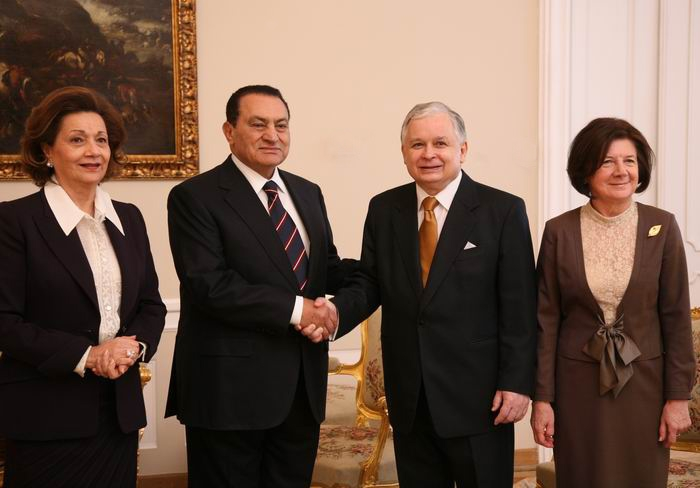
العام 2008 مع زوجها حسني مبارك
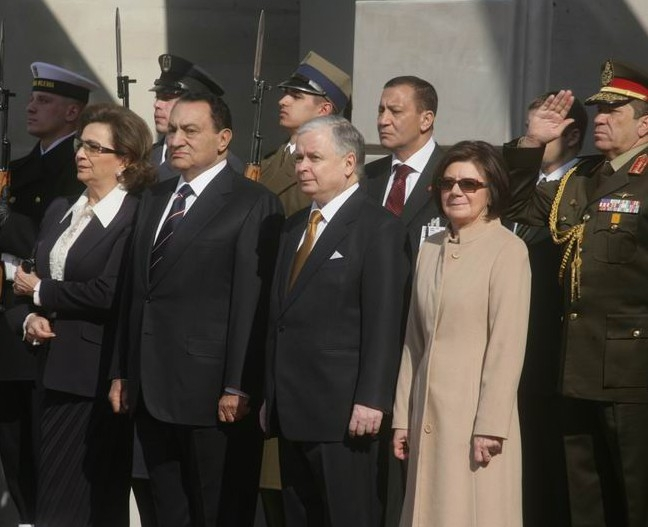
العام 2008 مع زوجها حسني مبارك في استقبال رسمي